# گوزنچه قهوه‌ای آمازون
گوزنچه قهوه‌ای آمازون (نام علمی: Mazama nemorivaga) نام یک گونه از سرده گوزنچه است.